# Hucks Gibbs (1er baron Aldenham)
Henry Hucks Gibbs, 1er baron Aldenham (né le 31 août 1819 et mort le 13 septembre 1907) est un banquier, homme d'affaires et homme politique conservateur britannique.

## Biographie
Il est le fils de George Henry Gibbs dont le père Antony Gibbs est un frère de Vicary Gibbs, un juge en chef des plaids-communs. Il est associé principal dans l'entreprise familiale d'Antony Gibbs & Sons, et est administrateur de la Banque d'Angleterre de 1853 à 1901, sous-gouverneur puis gouverneur de 1875 à 1877. Il est également haut-shérif du Hertfordshire en 1884.
Il est élu député pour la ville de Londres sans opposition à une élection partielle en avril 1891, et occupe le siège jusqu'aux élections générales en juillet 1892 quand son fils Alban est élu à sa place. En 1896, il est élevé à la pairie en tant que baron Aldenham, d'Aldenham dans le comté de Hertford. Membre de la Philological Society, il est l'un des principaux bienfaiteurs de l'Oxford English Dictionary.

## Famille
Lord Aldenham épouse Louisa Anne, fille de William Adams et de Mary Anne Cokayne, en 1845. Leur quatrième fils, Herbert Cokayne Gibbs, est créé baron Hunsdon de Hunsdon en 1923 tandis que leur cinquième fils, Kenneth Francis Gibbs est archidiacre de St Albans. Lady Aldenham meurt en 1897. Lord Aldenham lui survit dix ans avant de mourir en septembre 1907, à l'âge de 88 ans. Il est remplacé dans la baronnie par son fils aîné Alban .
Enfants de Lord et Lady Aldenham :
- Alban Gibbs, 2e baron Aldenham 1846-1936
- Édith Caroline Gibbs (1848-1942)
- Walter Antony Gibbs (1850-1858)
- Vicary Gibbs (homme politique) (en) (1853-1932)
- Herbert Gibbs, 1er baron Hunsdon (1854-1935)
- Kenneth Francis Gibbs (1856-1935)
- Henry Lloyd Gibbs (1861-1907)